# التجمع الوطني الأردني الديمقراطي
التجمع الوطني الأردني الديمقراطي "تواد" حزب سياسي أردني تأسس بتاريخ 24 حزيران 2013. من قياداته محمد يوسف العبادي وشاكر العبادي الذي يشغل منصب الأمين العام. يُصنف الحزب بأنه حزب وسطي قريب للحكومة. شارك الحزب بالانتخابات البلدية والنيابية لكنه لم يفز بأي منها.